# Maria Ubach Font
Maria Ubach Font (née le 14 juin 1973 à La Massana en Andorre) est une diplomate et femme politique andorrane.

## Biographie
Maria Ubach Font naît en Andorre le 14 juin 1973. 
Elle obtient une maîtrise à l'université Toulouse-Jean-Jaurès et à l'université Pierre-Mendès-France - Grenoble II, puis un master en relations internationales à l'université Paris-Sorbonne.

## Carrière
En 1998, Maria Ubach devient représentante permanente adjointe du gouvernement d'Andorre à Strasbourg au Conseil de l'Europe.
De 2001 à 2006, elle est première secrétaire de l'ambassade d'Andorre à Paris et représente l’Andorre à l'UNESCO.
De 2006 à 2011, elle est directrice des affaires multilatérales et de la coopération au ministère des Affaires étrangères d’Andorre.
De 2011 à 2015, elle est ambassadrice d'Andorre en France, au Portugal et auprès de l'UNESCO.
De 2015 à 2017, elle est ambassadrice d'Andorre auprès de l'Union européenne, en Belgique, aux Pays-Bas, au Luxembourg et en Allemagne.
Le 15 juillet 2017, Maria Ubach devient ministre des Affaires étrangères d'Andorre et chef de l’équipe de négociateurs andorrans auprès de l’Union européenne en vue d’un accord d’association entre l'Union européenne et la principauté de Monaco, la république de Saint-Marin et la principauté d'Andorre.